# Cercopitec diana
El cercopitec diana (Cercopithecus diana) és un cercopitec de color negre porprós. Té una taca vermella a l'esquena, una mitja lluna blanca al front i una franja blanca. Només viu a l'Àfrica Occidental. S'alimenta sobretot de fruita. Està amenaçat per la caça i la pèrdua d'hàbitat. Actualment no té cap subespècie, però anteriorment es classificava el cercopitec roloway (C. roloway) com a subespècie del cercopitec diana.